# Урданета, Рафаэль
Рафаэль Хосе Урданета-и-Фариа (исп. Rafael José Urdaneta y Faría; 24 октября 1788 — 23 августа 1845) — южноамериканский военный и политический деятель.
Рафаэль Урданета родился в 1788 году в Маракайбо; его родителями были Мигель Херонимо Урданета-Баррененчеа-и-Троконис и Мария Алехандрина Фариас-Хименес-де-Урданета. Он учился в Каракасской семинарии, в 1804 году переехал в Санта-Фе-де-Боготу, где учился в Колледже Св. Варфоломея. В 1810 году принял участие в революционных событиях и вступил в армию, где стал сподвижником Симона Боливара. Вместе с Боливаром участвовал в освобождении Южной Америки от испанского владычества, после образования Великой Колумбии был министром обороны.
В 1830 году Боливар ушёл в отставку с поста президента страны, и новым президентом стал Хоакин Москера; в связи с его постоянными болезнями реальная власть сосредоточилась в руках вице-президента Доминго Кайседо. В это время в Боготе размещалось два батальона войск: из венесуэльцев, лояльных Боливару (и Урданете), и из колумбийцев, лояльных Сантандеру. Кайседо приказал передислоцировать венесуэльский батальон в город Тунха, что вызвало волнения среди проживающих в Боготе венесуэльцев. В последовавшей схватке батальон венесуэльцев разгромил батальон колумбийцев, и президент Москера с вице-президентом Кайседо покинули столицу. Чтобы спасти страну от развала (и надеясь вернуть Боливара на пост президента), Урданета 5 сентября 1830 года провозгласил себя главой государства.
Однако генералы-колумбийцы отказали Урданете в поддержке и начали боевые действия против него. Генералы Обандо и Лопес взяли под контроль юг страны, а генерал Сальвадор Кордова — север. 14 апреля 1831 года они провозгласили Кайседо законным и. о. президента и потребовали от Урданеты начать мирные переговоры. Урданета согласился, и 28 апреля обе стороны подписали в Апуло соглашение, в соответствии с которым Урданета вернул власть Кайседо.
После распада Великой Колумбии Урданета стал жить в Венесуэле и скончался во время дипломатической миссии в Европе.